# Comuna de Kotuń
Kotuń (polaco: Gmina Kotuń) é uma gminy (comuna) na Polónia, na voivodia de Mazóvia e no condado de Siedlecki. A sede do condado é a cidade de Kotuń.
De acordo com os censos de 2004, a comuna tem 8471 habitantes, com uma densidade 56,5 hab/km².

## Área
Estende-se por uma área de 149,87 km², incluindo:
- área agricola: 69%
- área florestal: 20%

## Demografia
Dados de 30 de Junho 2004:
|                      | Total   | Total | Mulheres | Mulheres | Homens  | Homens |
| -------------------- | ------- | ----- | -------- | -------- | ------- | ------ |
|                      | pessoas | %     | pessoas  | %        | pessoas | %      |
| População            | 8471    | 100   | 4264     | 50,3     | 4207    | 49,7   |
| Densidade (pop./km²) | 56,5    | 100   | 28,5     | 28,5     | 28,1    | 28,1   |

De acordo com dados de 2002, o rendimento médio per capita ascendia a 1320,59 zł.

## Subdivisões
- Albinów, Bojmie, Broszków, Chlewiska, Cisie-Zagrudzie, Czarnowąż, Gręzów, Jagodne, Józefin, Kępa, Koszewnica, Kotuń, Łączka, Łęki, Marysin, Mingosy, Niechnabrz, Nowa Dąbrówka, Oleksin, Pieńki, Pieróg, Polaki, Rososz, Ryczyca, Sionna, Sosnowe, Trzemuszka, Tymianka, Wilczonek, Żdżar, Żeliszew Duży, Żeliszew Podkościelny.

## Comunas vizinhas
- Grębków, Kałuszyn, Mokobody, Mrozy, Siedlce, Skórzec